# Susanne Lorentzon
Susanne Lorentzon (Barbro Marie Susanne Lorentzon, verheiratete Borg; * 11. Juni 1961 in Västerås) ist eine ehemalige schwedische Hochspringerin.
1980 schied sie bei den Olympischen Spielen in Moskau in der Qualifikation aus.
Bei den Halleneuropameisterschaften 1981 in Grenoble wurde sie Siebte und bei den Europameisterschaften 1982 in Athen Zwölfte. 1983 wurde sie Sechste bei den Halleneuropameisterschaften in Budapest und schied bei den Weltmeisterschaften in Helsinki in der Qualifikation aus.
1985 gewann sie Silber bei den Hallenweltspielen in Paris und kam bei den Halleneuropameisterschaften in Piräus auf den vierten Platz. Bei den Halleneuropameisterschaften in Madrid wurde sie Achte.
Siebenmal wurde sie Schwedische Meisterin (1979, 1981–1986) und fünfmal Schwedische Hallenmeisterin (1981–1986). 1980 sowie 1984 wurde sie Finnische Hallenmeisterin und 1981 Norwegische Hallenmeisterin.
Ihre Mutter Inga-Britt Lorentzon war als Hochspringerin und Fünfkämpferin erfolgreich.

## Persönliche Bestleistungen
- Hochsprung: 1,94 m, 16. Juni 1985, Oslo (ehemaliger schwedischer Rekord)
  - Halle: 1,94 m, 19. Januar 1985, Paris (ehemaliger schwedischer Rekord)